# Greenland Center (Xi'an)
Le Greenland Plaza (chinois : 西安绿地中心 ; pinyin : xī'ān lǜdì zhōngxīn), est un complexe de deux gratte-ciel de 270 mètres situés à Xi'an en Chine. Le premier a été terminé en 2016 alors que le second était toujours en construction.
Sa construction tient compte d'une zone ou l'activité sismique est d'intensité 8. L'ensemble adopte donc un système structurel composite comportant un cadre et un noyau, tous deux faits de béton renforcé par de l'acier.